# Plesioballarra crinis
Plesioballarra crinis is een hooiwagen uit de familie Neopilionidae.